# Borderline (Tove Styrke)
Borderline è un brano musicale della cantautrice svedese Tove Styrke, pubblicato per la prima volta come singolo il 9 ottobre 2014.

## Brano
Il brano è stato scritto dalla stessa Tove Styrke insieme a Jan Kask ed è il singolo apripista dell'album di inediti Kiddo.
La canzone è riuscita ad ottenere il riconoscimento di Disco d'Oro in Svezia.

## Video Musicale
Il video, diretto da Rúnar Ingi e prodotto da Tim Mardell e Rickard Edholm, è stato girato nel settembre 2014 e ha come protagonista la cantautrice insieme a due ragazze, le ballerine Joanna Holewa e Annica Styrke cugina di Tove Styrke. Le ragazze trascorrono del tempo a Longyearbyen e soprattutto a Pyramiden, una città fantasma delle Isole Svalbard abbandonata nel 1998. file you tube

## Tracce
- Singoli

1. "Borderline" – 3:23
2. "Borderline" (featuring Vanic) - Vanic Remix - 4:17
3. "Borderline" (featuring Salvatore Ganacci) - Salvatore Ganacci Remix - 3:07
4. "Borderline" (featuring Dan Lissvik) - Lissvik Remix - 4:15